# U-386
U-386 — средняя немецкая подводная лодка типа VIIC времён Второй мировой войны.

## История
Заказ на постройку субмарины был отдан 15 августа 1940 года. Лодка была заложена 16 мая 1941 года на верфи Ховальдсверке, Киль, под строительным номером 17, спущена на воду 19 августа 1942 года, вошла в строй 10 октября 1942 года под командованием оберлейтенанта Ганса-Альбрехта Кандлера.

### Командиры
- 10 октября 1942 года — 10 июня 1943 года оберлейтенант цур зее Ганс-Альбрехт Кандлер
- 10 июня 1943 — 19 февраля 1944 года оберлейтенант цур зее Фриц Альбрехт

### Флотилии
- 10 октября 1942 года — 30 апреля 1943 года — 5-я флотилия (учебная)
- 1 мая 1943 — 19 февраля 1944 года — 6-я флотилия

### История службы
Лодка совершила 4 боевых похода, потопила одно судно водоизмещением 1997 брт. Потоплена 19 февраля 1944 года в Северной Атлантике, в районе с координатами 48°51′ с. ш. 22°44′ з. д. глубинными бомбами с британского фрегата HMS Spey. 33 человека погибли, 16 членов экипажа спаслись.

### Волчьи стаи
U-386 входила в состав следующих «волчьих стай»:
- Star 28 апреля — 4 мая 1943
- Leuthen 29 августа — 21 сентября 1943

### Атаки на лодку
- 28 апреля 1943 в ходе атаки конвоя ONS-5 лодка была сильно повреждена атаками эскортных кораблей.
- 6 сентября 1943 в Бискайском заливе лодка была внезапно атакована самолётом, прибор «Wanze» не предупредил об излучении самолётного радара.
- 20 сентября 1943 года к юго-западу от Исландии, в районе с координатами 57°40′ с. ш. 29°48′ з. д.HGЯO U-386 была атакована самонаводящейся торпедой «Fido» c самолёта типа «Либерейтор» и избежала повреждений. До 1992 года считалось, что в результате этой атаки была потоплена U-338.
- 21 сентября 1943 года лодка была вынуждена отказаться от преследования конвоя ON-202 после интенсивной атаки глубинными бомбами.